# Hazlov
Hazlov (in tedesco Haslau) è un comune della Repubblica Ceca facente parte del distretto di Cheb, nella regione di Karlovy Vary.

## Geografia fisica
I comuni limitrofi sono Podilna ad ovest, Sorge e Barendorf a nord, Zeleny Haj, Mytinka, Poustka e Vojtanov ad est e Seichenreuth, Ostroh, Hurka, Dobrosov, Luzna, Libá, Pomezna e Fischern a sud.

## Storia

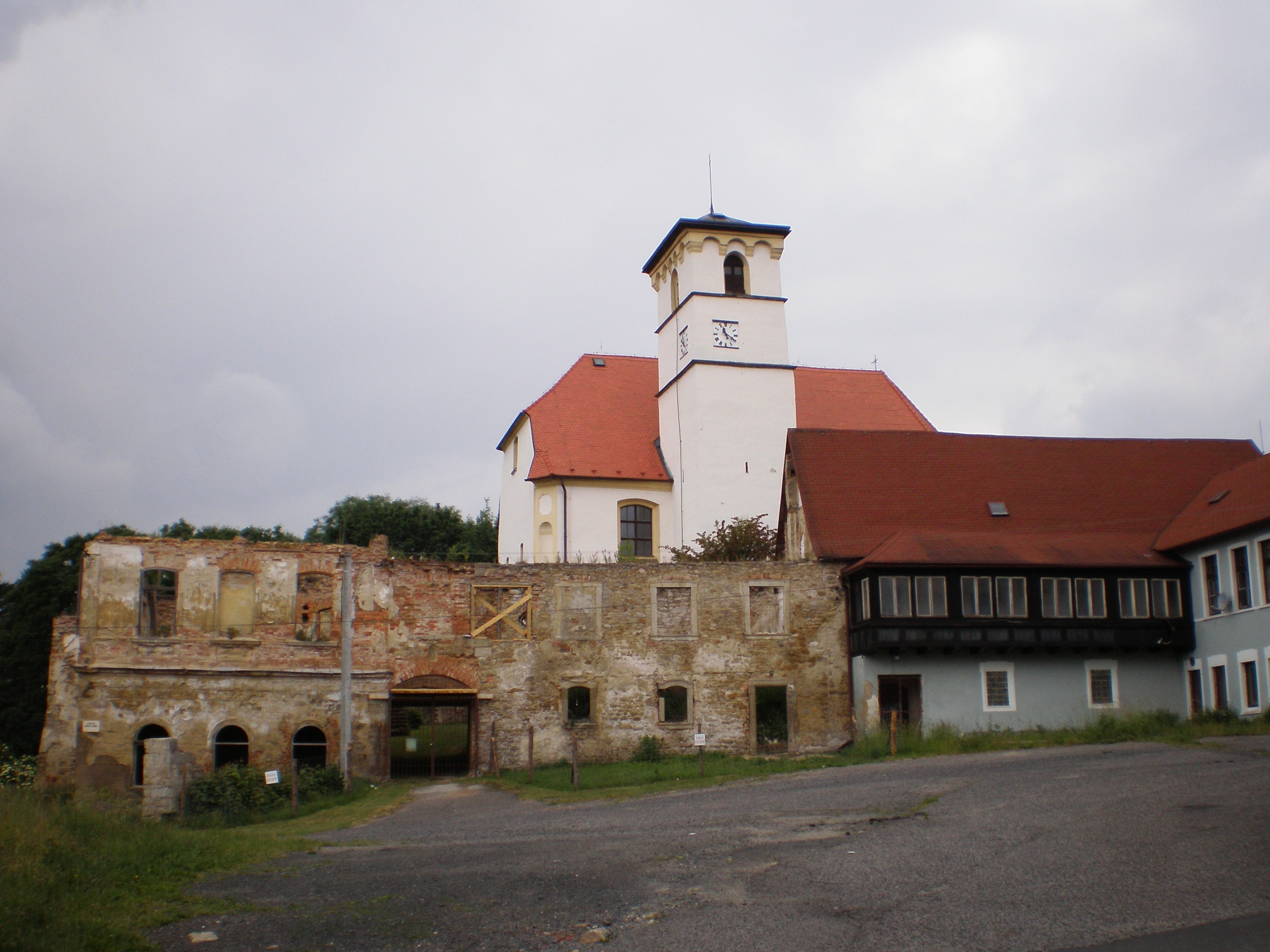
Chiesa dell'Esaltazione della Santa Croce e rovine del castello di Hazlov

Il centro è stato costruito nel XII secolo. La prima menzione scritta risale al 1224, in documento di Friedrich von Haslau, proprietario del castello locale. Di lì, moltissime famiglie nobili furono a capo della città, fino al 1945. Nel 1307 è stata costruita la chiesa della Santa Croce, all'interno della quale si trova una raccolta di immagini della vita di Gesù, risalenti al 17 Secolo. 
Nel paese è stata fondata, nel 1553, la birreria più antica della regione. Nel XVIII secolo la città fu inclusa nel grandissimo processo di industrializzazione che in quegli anni travolse tutta l'europa. Furono dunque costruite acciaierie, fabbriche di cotone e mulini. 
Dopo la seconda guerra mondiale, più precisamente nel 1947, fu cacciata tutta la popolazione tedesca. Questo causò una notevole menomazione demografica, ma, nel corso degli anni, il paese è riuscito a riprendersi.

## Monumenti e luoghi d'interesse

### Architetture religiose
- Chiesa dell'Esaltazione della Santa Croce, costruita nel 1307
- Cimitero del 1686
- Chiesa evangelica del 1907
- Statua raffigurante Giovanni Nepomuceno, che in precedenza era in piazza e si trova in uno spazio chiuso del castello

### Architetture militari
- Castello di Hazlov, ridotto in rovina

### Memoriali
- Primo monumento alle vittime della seconda guerra mondiale sulla collina limitrofa
- Memoriale ad Anton Fry, nei pressi della stazione
- Secondo monumento alla seconda guerra mondiale

## Geografia antropica

### Frazioni
- Hazlov
- Lipná
- Polná
- Skalka
- Táborská
- Výhledy

## Società

### Evoluzione demografica
| Anno        | 1850 | 1930 | 1947 | 1961 | 1970 | 2001 | 2006 | 2008 | 2011 |
| ----------- | ---- | ---- | ---- | ---- | ---- | ---- | ---- | ---- | ---- |
| Popolazione | 1796 | 2922 | 999  | 1173 | 1168 | 1192 | 1681 | 1665 | 1649 |